# Kyōzō Nagatsuka
Kyōzō Nagatsuka (長塚京三, Nagatsuka Kyōzō) est un acteur japonais né le 6 juillet 1945 à Tokyo.

## Filmographie partielle
- 1974 : Les Chinois à Paris de Jean Yanne : général Pou-Yen, haut-commissaire chinois en France
- 1977 : Un chemin lointain (遠い一本の道, Toi ippon no michi?) de Sachiko Hidari
- 1981 : Nihon Philharmonic Orchestra: Honoo no dai gogakusho (日本フィルハーモニー物語 炎の第五楽章?) de Seijirō Kōyama
- 1989 : CF Girl (ｃｆガール, CF gāru?) d'Izō Hashimoto
- 1990 : Uchū no hōsoku (宇宙の法則?) de Kazuyuki Izutsu : Kazuya
- 1992 : Za chūgaku kyōshi (ザ・中学教師?) de Hideyuki Hirayama
- 1992 : Hikinige Family (ひき逃げファミリー, Hikinige famirī?) de Toshiyuki Mizutani (ja)
- 1993 : Niji no hashi (虹の橋?) de Zenzō Matsuyama
- 1996 : Le Village de mes rêves (絵の中のぼくの村, E no nakano bokuno mura?) de Yōichi Higashi : Kenzo Tashima
- 1997 : Koi to hanabi to kanransha (恋と花火と観覧車?) de Hakaru Sunamoto (ja)
- 1997 : Setōchi mūnraito serenāde (瀬戸内ムーンライト・セレナーデ?) de Masahiro Shinoda
- 1997 : Tokyo sérénade (東京夜曲, Tōkyō yakyoku?) de Jun Ichikawa
- 2002 : Warau kaeru (笑う蛙?) de Hideyuki Hirayama : Ippei Kurasawa
- 2003 : Samurai Resurrection (魔界転生, Makai tenshō?) de Hideyuki Hirayama : Miyamoto Musashi
- 2012 : Anata e (あなたへ?) de Yasuo Furuhata : Kazuo Tsukamoto
- 2022 : Umami de Slony Sow : Tetsuichi Morita

## Distinctions

### Récompenses
- 1990 : prix du meilleur acteur dans un second rôle pour son interprétation dans Uchū no hōsoku à l'Asia-Pacific Film Festival
- 1993 : prix Mainichi du meilleur acteur pour ses interprétations dans Za chūgaku kyōshi et Hikinige Family[1]
- 2003 : prix du meilleur acteur pour son interprétation dans Warau kaeru au festival du film de Yokohama

### Sélections
- 1998 : prix du meilleur acteur pour son interprétation dans Setōchi mūnraito serenāde aux Japan Academy Prize[2]